# Лангенбах, Юлиус
Юлиус Лангенбах (нем. Julius Langenbach, в России также Иосиф Лангенбах; 3 июля 1823, Изерлон — 7 октября 1886, Бонн) — немецкий дирижёр.

## Биография
Учился игре на скрипке у Луи Шпора. Окончив курс обучения, в 1844 г. прибыл в Эльберфельд как концертмейстер городского театра. В том же году основал собственный оркестр, исполнявший лёгкую музыку (особенно сочинения Иоганна Штрауса) в городе и окрестностях; в сезоне 1849 г. работал в Дортмунде, затем вернулся в Эльберфельд.
С 1854 г. оркестр выступал под названием Иоганнисбергская капелла (нем. Johannisberger Kapelle), по названию имения Иоганнисберг под Эльберфельдом, принадлежавшего покровителю коллектива Абрахаму Кёпперу. В 1860-е гг. помимо танцевальной музыки много исполнял разного рода патриотические сочинения. В 1868 г. Лангенбах со своим оркестром дал серию абонементных концертов в Баден-Бадене, на одном из которых коллективом дирижировал сам Штраус. После смерти Кёппера в 1869 г. оркестр вновь принял название «Капеллы Лангенбаха». В 1873 г. коллектив во главе со своим руководителем выступил на Всемирной выставке в Вене. В 1875—1876 гг. работал со своим оркестром на курорте в Бад-Эмсе.
В 1877—1879 гг. в летние месяцы Лангенбах вместе со своим оркестром выступал в Павловском вокзале в России. Российские рецензенты отзывались о работе Лангенбаха в Павловске отрицательно, фельетонисты предлагали ему изменить фамилию на Лангевейле (нем. Langeweile — «скука»); тем не менее, как отмечал Николай Финдейзен, «Лангенбах часто освежал свою программу произведениями русских композиторов и не только включал в них пьесы Глинки, Серова и А. Рубинштейна, но также Чайковского и Направника; так, в сентябре 1879 г. им была исполнена IV симфония Чайковского». В то же время зимние концерты Лангенбаха проходили в Бонне: так, в декабре 1878 года с оркестром Лангенбаха дебютировал девятилетний Хуберт Флор. Программы Лангенбаха становились всё серьёзнее: в ноябре 1879 г. он дал концерт, полностью составленный из произведений Рихарда Вагнера.
В 1883—1886 гг. вновь руководил курортным оркестром в Бад-Эмсе.